# Grotte de Sédécias
Pour les articles homonymes, voir Sédécias.
La grotte de Sédécias ou carrière de Salomon se trouve dans le Quartier musulman de la vieille ville de Jérusalem. La  pierre de Jérusalem y était extraite, c'est une forme de calcaire. Elle a une superficie de 20 000 m2 ; c'est le reste de la plus grande carrière de Jérusalem. C'est aussi un endroit important pour les francs-maçons.

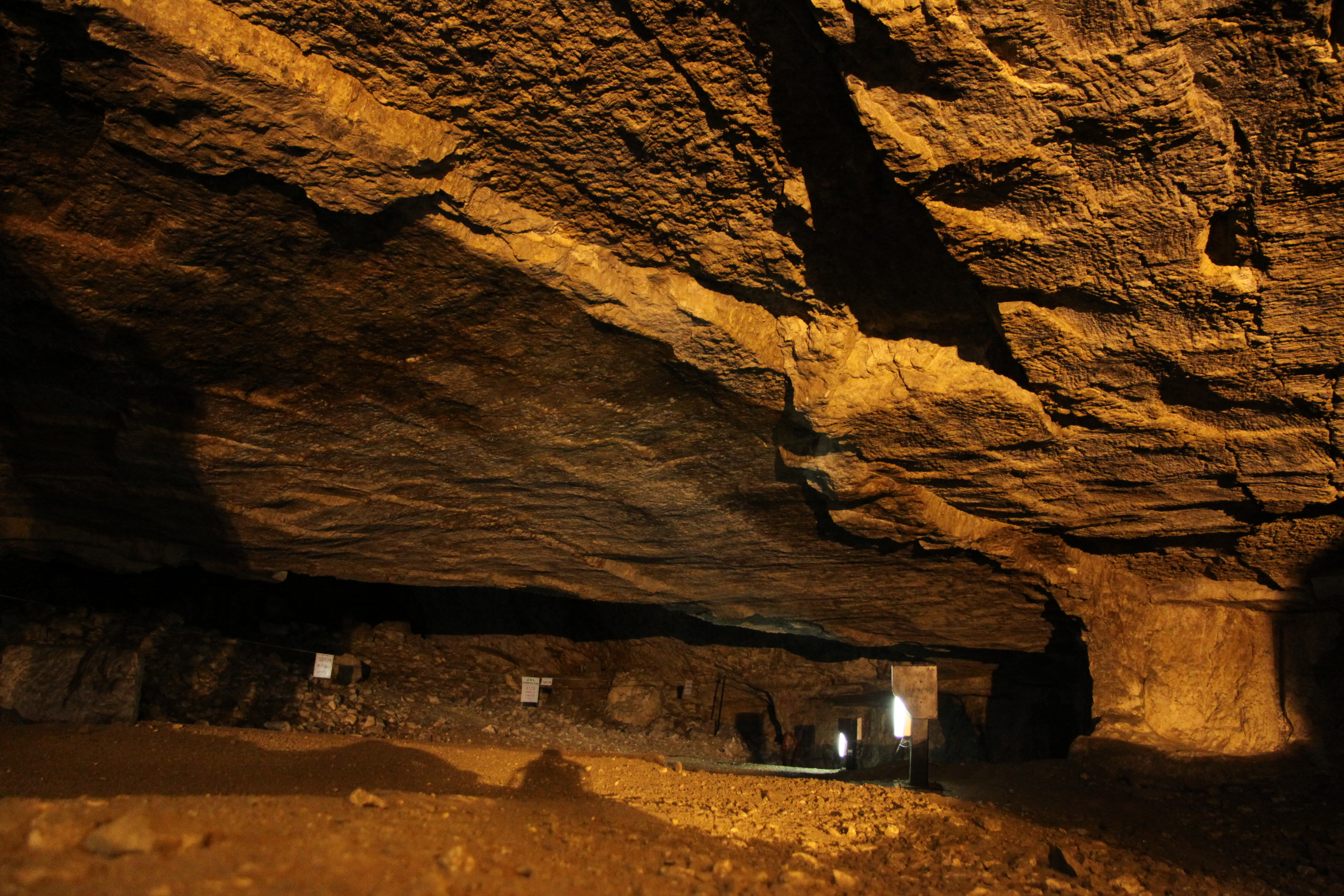
La grotte de Sedecias.

## Nom
En plus de « grotte de Sédécias » et « carrière de Salomon », l'endroit a aussi été appelé la « grotte de Soliman », la « caverne royale », la « carrière royale » ou la grotte de « Coré ». En arabe « Migharat al-Kitan », ou la « grotte de coton », a aussi été utilisé ; cet endroit a peut-être été utilisé pour stocker du coton.

## Description
L'entrée, qui est aussi l'endroit le plus élevé, se situe entre la porte de Damas et la porte d'Hérode, à environ 150 m de cette dernière. Après l'entrée étroite le sol descend et donne dans une salle de 100 m de long, ayant l'aspect d'un auditorium. La plus grande largeur est de 300 mètres. La hauteur sous plafond est d'environ 9 mètres. Des gouttes d'eau, connues comme « les larmes de Sédécias », suintent du plafond. Au-delà de cette pièce une série de galeries artificielles ont été creusées d'une manière anarchique avec des formes et des motifs parfois étranges. Des chemins donnent accès à toutes les parties exploitées de la carrière, ce qui demande au moins 30 minutes pour tout explorer. Certains tunnels ont été murés. Des marques de forage sont visibles à de nombreux endroits et parfois dans certains galeries d'énormes blocs de construction paraissent presque terminés, mais ils sont restés là depuis des siècles. Parfois par endroits les pierres ont des graffitis en arabe, en grec, en arménien ou en anglais avec du charbon de bois (par exemple, « W. E. Blackstone Jan. 1889 »). Plusieurs panneaux sur les parois de la grotte expliquent certaines des innombrables légendes associées au site.
De l'entrée au point le plus éloigné, la grotte se prolonge environ 200 mètres. Sa largeur maximale est d'environ 100 mètres et la hauteur sous plafond est généralement d'environ 9 mètres, la plus grande hauteur étant de 15 mètres. Plusieurs niveaux inférieurs et tunnels ont été murés.

## Histoire

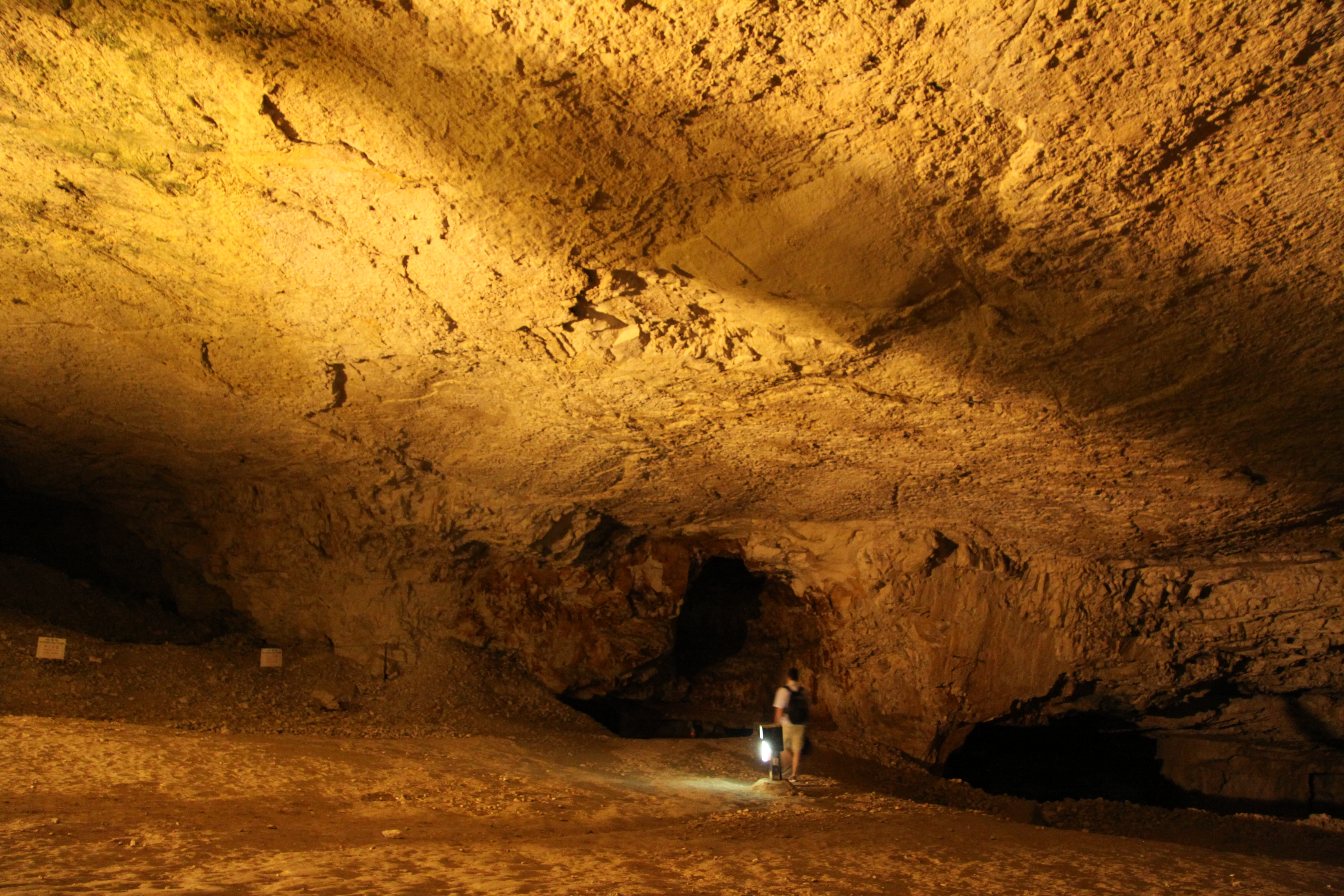
La partie principale.

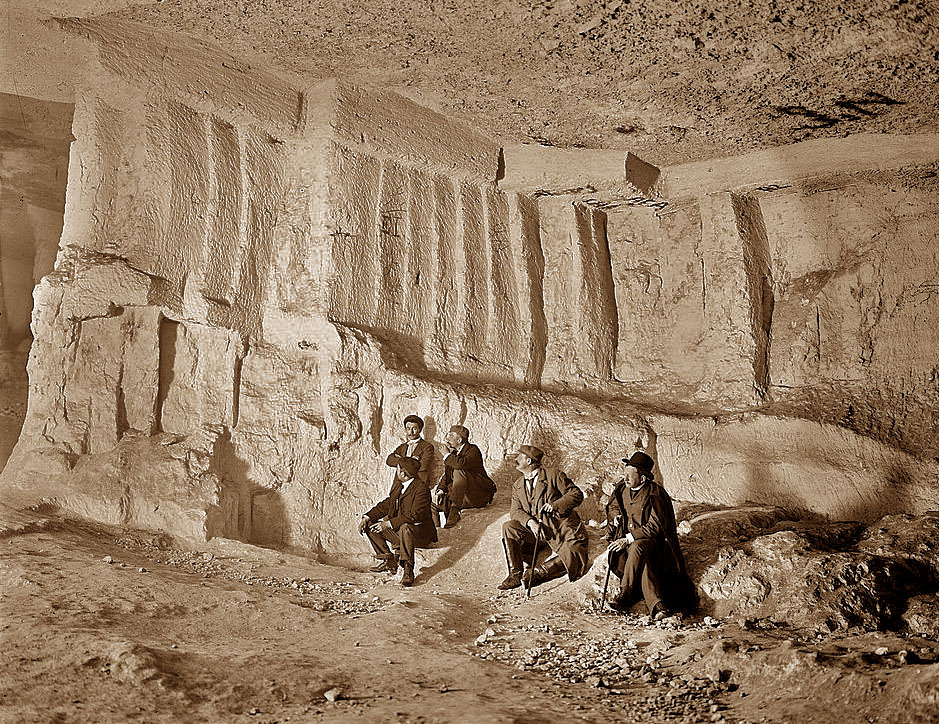
Photo du début du XX dans ce qui était une carrière.

Seule l'entrée de la grotte est naturelle, l'endroit a été creusé par des esclaves et les travailleurs pendant plusieurs centaines d'années[réf. nécessaire]. Son surnom de  « grotte de Salomon », provient de l'utilisation supposée de l'endroit par le roi Hérode, comme carrière pour la restauration des murs de soutènement du premier temple de Jérusalem et la construction du second temple sur la base de l'ancienne construction. Des pierres ont également été utilisées pour les projets de construction d'Agrippa[réf. nécessaire]. 
L'historien romain juif Flavius Josèphe parle d'une « Grotte Royale » dans la vieille ville, ce qui pourrait faire référence à la grotte de Sédécias.
Un numéro de Midrash Midrash Rabba mentionne la grotte : « Celui qui observe le sabbat dans une grotte, même si elle est comme la grotte de Sédécias, qui avait dix-huit miles de long, peut la parcourir en entier... »
Soliman le Magnifique (1494-1566), le sultan ottoman qui a fait construire l'enceinte actuelle de la vieille ville, a apparemment aussi utilisé la carrière, puis il l'a fait murer vers 1540 pour des raisons de sécurité. En 1854, le missionnaire américain James Turner Barclay a eu connaissance de rumeurs d'une grotte souterraine près de la porte de Damas, il a cherché l'entrée et l'a découverte dit-on grâce à son chien. Le soir même il y est retourné en secret avec ses fils pour l'explorer.
En 1873, l'archéologue français Charles Simon Clermont-Ganneau a découvert une sculpture brute d'un chérubin dans une petite niche dans la grotte. Elle avait deux longues ailes étroites qui s'ouvrent comme une paire de ciseaux, une queue recourbée et une visage humain barbu caché sous une coiffe conique. (L'endroit est maintenant marqué par une plaque.) Comme les chérubins étaient un motif de l'Ancien Testament populaire (surtout célèbres par les deux chérubins géants flanquant l'arche d'alliance du Temple de Salomon), la présence du chérubin a été avancée comme preuve de la datation de la carrière du temps de Salomon[réf. nécessaire].
En milieu des années 1880, la grotte a été occupée par une secte religieuse allemande qui a finalement été évacuée par le consul allemand à Jérusalem après qu'un grand nombre de personnes soient tombées malades à cause des conditions d'insalubrité et d'humidité.
Une petite activité de carrière a repris en 1907, des pierres ont été extraites pour la construction de la tour de l'horloge turque de la porte de Jaffa. Après cela, le site n'a pas subi d'activité jusqu'en 1920, date à laquelle il a commencé à être une attraction touristique. À la fin du XXe siècle, la Société de développement de Jérusalem-Est a effectué une restauration de la grotte. Au milieu des années 1980, la Fondation de Jérusalem construit des chemins et installe l'éclairage pour faciliter l'accès touristique[réf. nécessaire].

## Archéologie
Les premières recherches archéologiques ont été menées en 2000 et 2002 pour une durée déterminée.

## Association religieuses et légendes
- Selon une vieille légende l'endroit aurait servi de carrière pour le Temple de Salomon.
- Selon l'écrivain Al-Maqdisi au Xe siècle, une énorme carrière se trouvait en dehors de la ville.

## Franc-maçonnerie
Une cérémonie s'est tenue en 1868, présidée par le « grand maître passé » de la Grande loge du Kentucky. La première tenue d'une des premières loges maçonniques de l'État d'Israël, connue sous le nom de « Loge mère royale de Salomon » no 293, s'est tenue le 7 mai 1873. Selon Matti Shelon grand officier du Suprême grand chapitre de l’Arc Royal pour l’État d’Israël, des francs-maçons d'Israël y tiennent une réunion annuelle depuis les années 1860. Ces réunions auraient donc commencé sous le mandat britannique, et auraient été interrompues entre 1948 et 1968.